# Portada/article juliol 4

## Expedició Endurance
L'Expedició Imperial Transantàrtica (1914–1917), més coneguda com a Expedició Endurance, va ser l'última expedició important de l'edat heroica de l'exploració de l'Antàrtida. Dissenyada per Sir Ernest Shackleton, aspirava a ser la primera a travessar per terra el continent antàrtic. Després que el 1911 Roald Amundsen arribés al pol Sud, Shackleton va dir que la travessia del continent era l'"únic gran objectiu principal dels viatges antàrtics". L'expedició no va aconseguir complir aquest propòsit, però és recordada com una història èpica d'heroisme i supervivència.
L'Endurance va quedar atrapat al gel i, malgrat els esforços per alliberar el vaixell, se'n va anar a la deriva cap al nord en un bloc de gel. Finalment, el gel va esclafar i enfonsar el vaixell, i va deixar sobre el gel els 28 homes de la tripulació, que es van veure sotmesos a una sèrie de dures proves: mesos d'espera en campaments improvisats sobre el gel, un viatge en bots salvavides a l'illa Elephant, una segona travessia de 1.300 km en un bot obert i haver de travessar les muntanyes de Geòrgia del Sud, per, finalment, ser tots rescatats sense ni una sola baixa. Mentrestant, l'equip del mar de Ross va haver de vèncer grans dificultats per acomplir la seva missió.